# Sanja Vejnović
Sanja Vejnović (Zagreb, 8. kolovoza 1961.) je hrvatska kazališna, televizijska i filmska glumica.

## Filmografija

### Televizijske uloge
- "Čista ljubav" kao Jasna Lončar (2017. – 2018.)
- "Naknadno" kao Vera (2016.)
- "Kud puklo da puklo" kao Milica Mamić (2014. – 2016.)
- "Lud zbunjen normalan" kao Biljana (2014.)
- "Larin izbor" kao Mija Božić-Petrović (2011. – 2013.)
- "Luda kuća" kao novinarka (2010.)
- "Zakon ljubavi" kao Ljiljana Moguš (2008.)
- "Ponos Ratkajevih" kao Veronika pl. Ratkaj (2007. – 2008.)
- "Urota" kao profesorica Rušković (2007. – 2008.)
- "Bibin svijet" kao Jasna Friković (2006. – 2007.)
- "Balkan Inc." kao Renata Lisjak (2006.)
- "Zabranjena ljubav" kao Viktorija Novak (2004. – 2005.)
- "Novakovi" (2000.)
- "Tuđinac" (1990.)
- "Punom parom" kao suputnica u liftu (1980.)

### Filmske uloge
- "Zagrebačke priče Vol. 3" kao gospođa (segment "Dan otpora") (2015.)
- "Fleke" kao Lanina mama (2011.)
- "The Show Must Go On" kao Tamara Frank (2010.)
- "100 minuta Slave" kao Slava Raškaj (2004.)
- "Tri muškarca Melite Žganjer" kao Eva (1998.)
- "Mrtva točka" (1995.)
- "Najmanji grad na svijetu" (1993.)
- "Sokak triju ruža" (1992.)
- "Bračna putovanja" kao Svjetlana (1991.)
- "Varljivo leto '68" kao Ruženjka Hrabalova (1984.)
- "O pokojniku sve najlepše" kao Ružica (1984.)
- "Banović Strahinja" kao Anđa (1981.)
- "Visoki napon" kao skojevka (1981.)
- "Kraljevski voz" kao Ana (1981.)
- "Živi bili pa vidjeli" kao Martina Sečan (1979.)
- "Prijeki sud" (1978.)

## Vanjske poveznice
- Sanja Vejnović u internetskoj bazi filmova IMDb-u (engl.)
- Stranica na Film.hr  Arhivirana inačica izvorne stranice od 12. travnja 2010. (Wayback Machine)